# 剩余产品
剩余产品（德语：Mehrprodukt）是卡尔·马克思提出的一个经济概念。1844年，马克思在对詹姆斯·穆勒的《政治经济学要素》進行註解時首次提及剩余产品這一概念。
馬克思認為，剩余产品在不同場合有不同定義。第一，在一般情況下，剩餘產品是指代表全部剩餘價值的產品。第二，在探討有關地租方面時，剩余产品是指代表超額利潤的產品部分。第三，在某些場合下，剩餘產品是指代表平均利潤的產品部分。